# 蟻の街
蟻の街（ありのまち）とは、1950年（昭和25年）1月頃に形成された、現在の隅田公園の隅田川西岸（東京都台東区）の一角で、言問橋（ことといばし）のそばにあった廃品仕切場および「蟻の会」という労働者の生活協同体があった一帯を指す。マスコミ報道によって付けられた呼び名である。文献によってはアリの街、アリの町とも書く。第二次世界大戦とその末期の空襲で家族や家屋を失った人々が廃品回収などをしながら相互扶助で暮らしていた。住人が勤勉に働くなどする様子が蟻にたとえられた。
東京都庁の代替地斡旋により1960年（昭和35年）、東京都江東区深川8号埋立地（現在の潮見）に移転した。
21世紀において、蟻の街が隅田公園内の築山付近にあったことを示す説明板を、台東区役所により2021年（令和3年）3月に設置した。民間では区民有志らでつくる「蟻の街実行委員会」が往時を伝える写真、手紙といった資料の保管など語り継ぎ活動を行なっている。

## 成り立ち

### 仕切り場とバタヤ
旧「蟻の街」があった一角の初期は、同胞援護会が管理していた製材工場跡と約600坪の土地を、元ヤクザの小澤求が同会より借り受け、廃品の仕切り場とするためだった。仕事のない人々を日雇いとして、ガラスくず、鉄・銅くず、縄くず、紙くず等を拾い集めて回収させ、再生工場へ送る事業を行った。当時はこのような業務を行う労働者を「バタヤ」と呼んだ。収集して来た物品の買い取り価格が低いため、バタヤの生活は貧しく苦しかった。小澤は自前の仕切り場を開設し、バタヤたちに適切な報酬を支払うことを目指した。小澤の仕切り場での報酬は出来高払いで、仕切り場の労働者とその家族たちを居住させ、仕切り場はいわば生活共同体となった。当時はバタヤたちが公共の土地に無許可で集落を形成する「バタヤ集落」が点在し、小澤の仕切り場もその一つと見なされていた。

### 蟻の会
小澤が仕切るこの一角では、廃品回収の報酬等に関するトラブルや、地元ヤクザ等と争いが多発し、東京都などの行政は、隅田公園から蟻の街を撤去させるための手段を模索していた。
小澤は自分の仕切る一角で起こるトラブルについて、法的手段で解決しようと考え、同胞援護会が関係する法律事務所に相談した。この事務長が、当時その法律事務所でアルバイトをしながら著作や脚本などを手掛けており、後に『蟻の町のマリア』を執筆することになる松居桃楼だった。松居は、行政や世間の無理解と闘い理想郷を作ろうという小澤の考えに賛同し、自分も法律事務所を辞め、蟻の街に住みながら小澤の相談役に専念することにした。松居は当時40歳になったところだった。
この二人によって蟻の会は結成され、初代会長として小澤が就任した。

### 蟻の会理念と戦略
蟻の町の課題として、戦後の混乱期に東京都の土地を保持していたため、強制立ち退きをされるリスクがあった。そのため、松居は孤児救済者として知られた、ポーランド出身のキリスト教修道士ゼノ・ゼブロフスキーと、蟻の街で奉仕に尽力していた北原怜子に協力を依頼し、クリスマスの開催と翌年の聖堂建築を行った。

## ゼノ修道士と蟻の街の教会

### 新聞記事
実は、この件が終わった直後、松居は自分がこのことを言ったことすら忘れてしまったが、この記事と話は様々な人々を大きく動かし、係わった人々や蟻の街、東京のカトリック教会にまで影響を与えた。
ゼノ修道士はこの新聞記事が掲載された後日に東京都の担当者が訪れ、蟻の街がある土地はもともと都有地であり、教会を勝手に建造されては困ると注意を受けた。ゼノは当時「ゼノ神父」と報道されていたが、もともと一介の修道士に過ぎないゼノは、教会を設立できる権限を持っていない。東京都の担当者は事情を把握していなかった。
ゼノと問答を繰り返すうち、担当者は「あの地区で子供博覧会が開催される予定である。だから教会を建てられるとその子供博覧会が開催できない。」という理由でゼノを説得したが、その話が途中から「子供博覧会が終了する翌年5月以降であれば教会を設立してもよい」ということになってしまった。ゼノはこのことを担当者に確認させ、押印つきの念書を書かせた。この押印つきの念書はゼノから小澤に渡り、小澤はこの念書を大事に保管していた。

### 北原怜子と子供たち
北原怜子の活動は、松居桃楼のマスコミへの働きかけで「蟻の街のマリア」として新聞・雑誌に記事として取り上げられるようになる。肺結核を病んでいた北原は、病身にもかかわらず蟻の街の子供たちのために奉仕した。松居の説得で、一度は療養のために蟻の街を去ったが、余命が短いと医師に判断された後は、蟻の街に移り住んで療養を続け、蟻の街の住民として死んだ。

### 教会の建設
蟻の街の子供たちを世話する北原怜子の姿に感動した小澤は、子供たちの勉強部屋を確保するために2階建て家屋を蟻の街に建設する。これは、東京都の隅田公園管理者により取り壊し命令を受けるが、小澤は、ゼノ修道士が以前に東京都の担当者から教会建設を許可する念書を預ったことを思い出す。この2階建て家屋の屋上には大きな十字架を立て、1951年（昭和26年）5月13日に「蟻の街の教会」が完成する。3年後の1954年（昭和29年）8月29日には、東京大司教により許しを得てカトリック浅草教会の司祭が来てミサが執り行われる。松居がマスコミ相手にその場の思い付きで口にしたカトリック教会の建設だったが、この教会設立が実現することを信じていたのがゼノ修道士であった。
その後、ゼノや北原に影響を受けた小澤を始めとする十数名の蟻の街住民がカトリック教会の洗礼を受けることになった。その中には、当初、カトリック関係者に不信感を持っていた松居もいた。小澤の洗礼名はゼノ、松居の洗礼名はヨゼフである。

## 移転

### 東京都の移転要求
東京都は蟻の街を隅田公園から撤去するよう様々な方策を取ってきたが、それはどれも間接的なものであった。この地は、同胞援護会が借り受けて建てた製材工場跡を小澤が同会から正式に借地しているものであり、他のバタヤ部落と違って不法占拠しているものではなかった。しかしながら、東京都側は蟻の街も隅田公園を占拠するバタヤ部落として捉えていた。
蟻の街が成り立ってから5年後に、東京都が代替地を斡旋するから移転するよう移転要求をした。もともと不法占拠ではない蟻の街は、代替地無償提供を求めることができる立場ではあった。しかし、浅草一帯に思い入れがあった小澤は隅田公園をもとの姿に戻したいと以前から希望しており、数年後に移転する計画を持っていた。ただし蟻の街への流入者数が日増しに伸びて行き、適当な移転先がなかなか見つからない状況が続いていたのであった。
そのため、小澤は東京都のこの代替地斡旋による立ち退き要求に同意した。ところが、この移転同意の段階では代替地が決定していなかった。蟻の街の立ち退きのみが決定しており、ある意味では単なる蟻の街の焼き払い計画である可能性があった。

### 移転地決定まで
東京都が蟻の街の立ち退きに関する準備を進める中、代替地をなかなか提示しないことにしびれを切らした松居桃楼は、この代替地斡旋の条件による立ち退きを要求して来た東京都の部長のもとに赴き、直談判をした。この時、松居は北原に彼女が愛用しているロザリオをお守り代わりに託されていた。松居は担当部長に北原が託したロザリオと、彼女の著書『アリの町のこどもたち』をその机の上に置き、北原の命をかけた活動、蟻の街が東京都に果たす役割、その経済効果を熱弁した。北原の著書はそのまま部長の机に残してきた。
後日、その担当部長は北原の著書を手に蟻の街を訪問した。彼は応対に出た松居より北原の著作が全て実話だと聞かされ、北原が子供たちの歌声に合わせて伴奏するオルガンの音を耳にし、「今回の換地問題は大変難しい。しかしこの件に関しては、自分は立派な役人であると同時にりっぱな人間でありたい」と回答した。

### 代替地決定と資金問題
その後に東京都が斡旋を提示して来た代替地は、東京湾の埋立地の一部である「8号埋立地」の約5000坪であった。ただし、その敷地代2500万円を即金で支払うことが条件となっており、これは蟻の会としては難しい条件であった。蟻の会は移転地に建設する建物やその他の予備経費を換算した場合、敷地代として支払い可能な金額は1500万円、それも5年間での分割支払いにしなければならなかった。この交渉は難航し、蟻の会は難しい局面に立たされた。
数ヶ月後に東京都の担当者に呼び出しがあり、代表者代理として松居が都庁に赴いた。その時の担当者が再提示した条件は、「敷地代1500万円で5年間分割」と言う蟻の会の要求を全面的にのんだものであった。この時、担当係官の机の上には、北原の著書『アリの町のこどもたち』が置いてあった。
この日は1958年（昭和33年）1月20日で、蟻の会設立のちょうど8年目の日だった。なお、3日後の1月23日に北原が死去した。

### 新・蟻の街

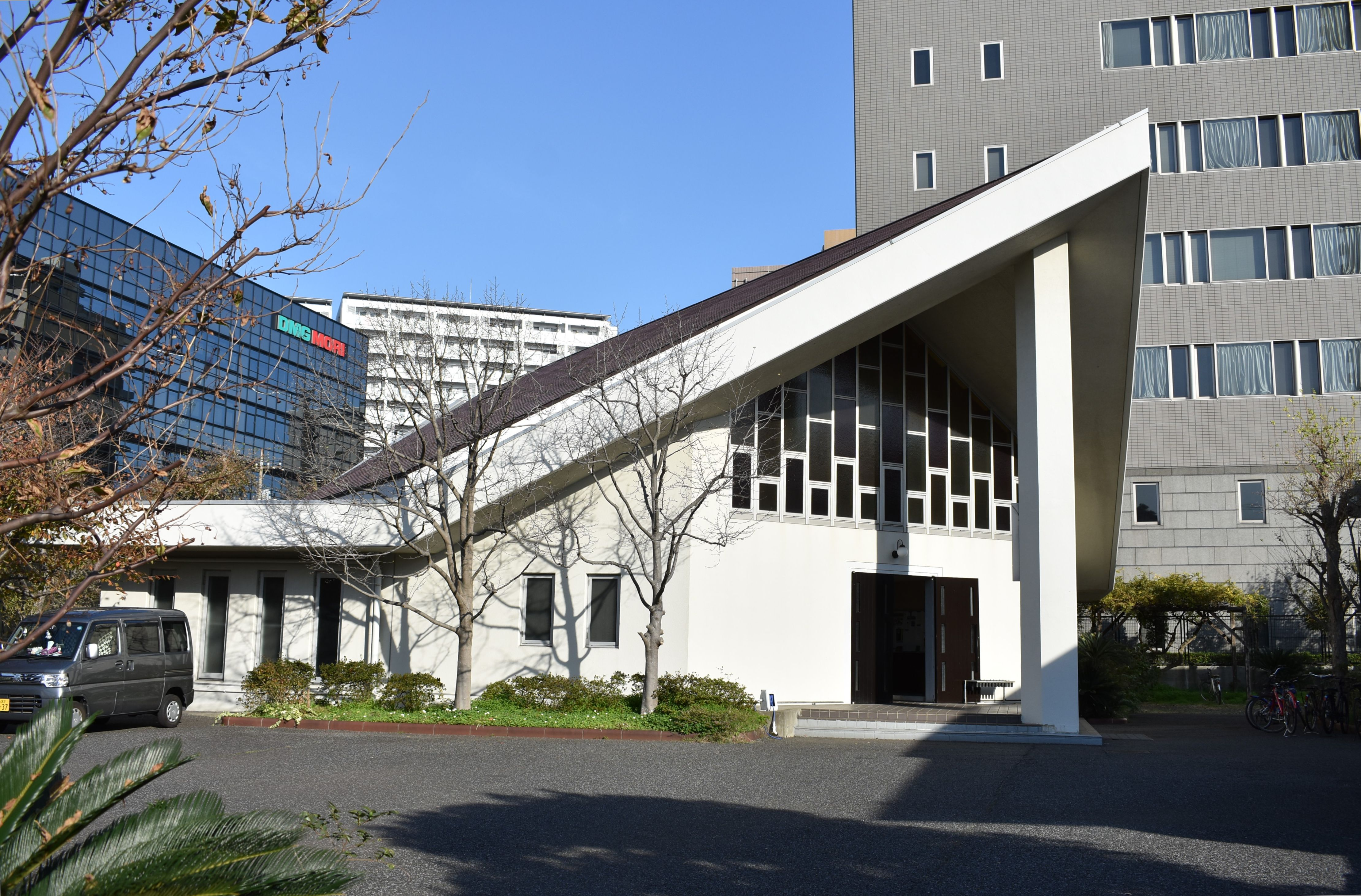
カトリック潮見教会（2018年11月25日撮影）

1960年（昭和35年）6月4日に蟻の街は隅田公園一角より東京都江東区深川8号埋立地へ移転した。敷地面積は16000㎡で、旧蟻の街の10倍であった。新蟻の街では、バタ車と呼ばれた手押し車や重労働であった梱包作業は姿を消し、トラックとベルトコンベヤによる全自動装置によるものに変わった。公衆浴場、児童公園、保育室などの福利厚生施設も建設されるなど、恵まれた社会環境が整備された。蟻の街教会はカトリック枝川教会となって小教区に認められ、現在はカトリック潮見教会と名称を変更している。

## その後
廃品回収は廃品を入手できなくては成り立たない。移転した8号埋立地界隈は人口の多い市街地から距離があり、実際の業務には不向きであった。また、やがて高度経済成長の流れの中で他の活計を見出すなど、新・蟻の街も徐々にその構成人員を減少させていった。8号埋立地は潮見と名を変え京葉線の潮見駅もでき、マンションが林立するなど風景も様変わりした。往時からこの地に残ったのはコンクリート造に姿を変えた教会と、その南側に建つ「蟻の会事務所」のみであった。また当時バラック屋根に設置された十字架が教会で保存されている。
事務所はその原点、貧しい人たちのために「難民のための一時宿泊所」へ転用する計画がある。

## その他
漫画『こちら葛飾区亀有公園前派出所』第194巻に、蟻の町を舞台とした「霧の中のアリア」という物語がある。